# Trzecia brama
Trzecia brama – wydana w 1987 w serii „Fantastyka polska” Wydawnictwa Literackiego antologia polskich opowiadań fantastycznych.
15 tekstów wybranych przez pięcioosobowe jury z 689 prac nadesłanych na konkurs miesięcznika „Fantastyka” przedstawia kilkanaście indywidualności nowej fantastyki polskiej z lat 1982-1983. 
Z „Posłowia” Macieja Parowskiego: „Jest to aż reprezentacja i tylko reprezentacja – na pewno nie całość. Reprezentatywne są niektóre grzechy tych opowiadań – na przykład brak szacunku dla pięknego pisania, wspólny całej generacji (...) [ale] też zalety: rozległość zainteresowań, refleksyjność, związki z wieloma nurtami kultury i literatury, rozbijanie schematów tradycyjnej opowiastki sf, literacka gra serio w autentyczne problemy i pomysłowość. Ta proza, sprawiająca chwilami wrażenie mniej sprawnej, mniej profesjonalnej od tego, co publikowaliśmy w «Fantastyce» (..), wydaje się jednocześnie literaturą pełną dojrzałej powagi – literaturą z obliczem”.

## Krytyka
Według Antoniego Smuszkiewicza, analogia ta „rejestruje 'zapasy narodowej wyobraźni'” lat 80. i, jako wynik konkursu (a nie decyzji jednej osoby – redaktora), reprezentuje najlepsze utwory swego czasu. Jej odpowiednikiem dla lat 60. była antologia Posłanie z piątej planety, a w latach 70. antologia Wołanie na Mlecznej Drodze. Smuszkiewicz zauważa, że analogia ta pokazuje ewolucję polskiej fantastyki poza klasyczną fantastykę naukową, równocześnie jednak krytykując ją – subiektywnie – jako reprezentującą niższy poziom artystyczny niż ten z Wołania.... Smuszkiewicz pisze też, że fantastyka polska lat osiemdziesiątych, której ta antologia jest dobrą reprezentacją, wyszła już poza kontestowanie (a także kontynuowanie), jako że w jej konwencji „wszystko wolno”, więc antologia ta reprezentuje poszukiwanie nowych formuł twórczości literackiej.
Zdaniem Roberta Klementowskiego w tomie zaprezentowano „prace nie obawiające się eksperymentu językowego; pojawi się nurt ekologiczny, fantasy, a autorzy będą czerpać natchnienie z mistycyzmu, surrealizmu, romantyzmu”.

## Zawartość tomu
I. Taki był początek
- Jerzy Strusiński – Bariera
- Jacek Martynik – Okrąg czasu
- Dariusz Romanowski – Świat za szkłem
- Leszek Kraskowski – Inspekcja
- Michał Szarzec – Taki był początek

II. Człowiek publiczny
- Feliks W. Kres – Mag
- Marek Hemerling – Droga
- Grzegorz Stefański – Kawałek końca
- Andrzej Tuziak – Człowiek publiczny
- Maciej Gałaszek – Manuał skazanego

III. Trzecia brama
- Marek Hemerling – Deneb III
- Andrzej Augustynek – Atak
- Dariusz Tomasz Lebioda – Piloci ultrafioletowych dali
- Jan Wojewódzki – Dziedzictwo
- Andrzej Bogusław Boryczko – Trzecia brama